# Sadowy
Sadowy (błr. Садовы; ros. Садовый) – osiedle na Białorusi, w rejonie pińskim obwodu brzeskiego, około 11 km na zachód od Pińska.

## Historia
Do lat 40. XX wieku wieś Sadowy była częścią sąsiedniej wsi Żabczyce.
W XIV i XV wieku Żabczyce należały do kniaziów pińskich, Jarosławiczów, ale już w 1534 roku były własnością rodziny Olizarów, która procesowała się z Teodorem Jarosławiczem o tę własność. Królowa Bona potwierdziła prawo Olizarów do tej ziemi. Pretensję do tej własności zgłaszało również duchowieństwo: zajeżdżał je bowiem i procesował biskup łucki Cyryl Terlecki (zm. w 1607 roku), gdy posiadali ją Żurawniccy. W pierwszej połowie XVII wieku właścicielami majątku byli Wołodkowicze. W 1662 roku od Wołodkowiczów dzierżawił te ziemie Samuel Brzeski, cześnik piński, z którym również procesowało się duchowieństwo ruskie o zapisy należne cerkwiom. W XVIII wieku własność majątku przeszła na Krasickich i pozostała do początku XX wieku. Pierwszym znanym właścicielem majątku z tej rodziny był Ignacy hr. Krasicki, żonaty z Eufrozyną Bożeniec-Jełowicką. Kolejnym dziedzicem był ich syn Marcin Jan, a następnym – jego syn, Artur Roman, a prawdopodobnie ostatnim z tej rodziny – jego syn, Jan Henryk. Ostatnimi właścicielami części majątku przed 1939 rokiem byli Minkowscy, pozostała część została rozparcelowana między osadników wojskowych.

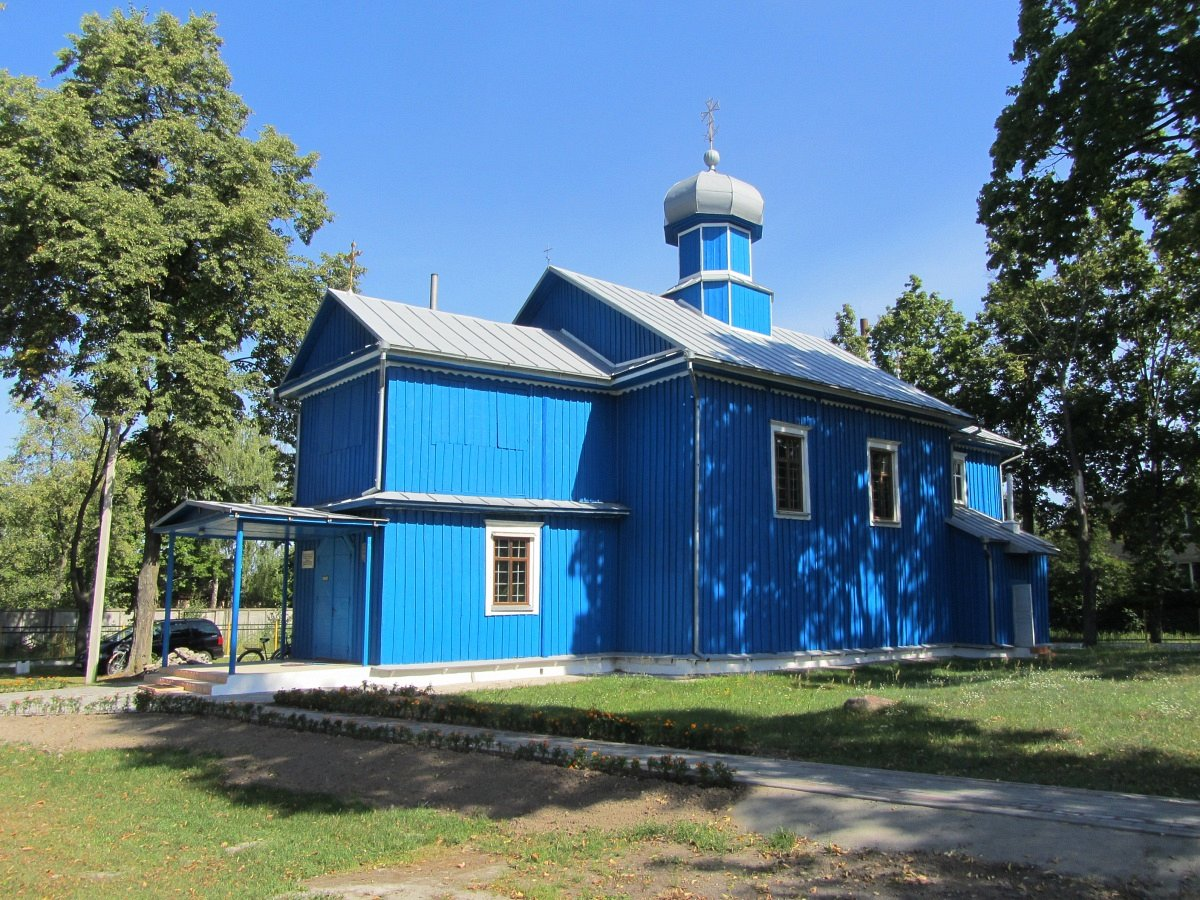
Cerkiew św. Paraskiewy

Po II rozbiorze Polski w 1793 roku Żabczyce, wcześniej należące do powiatu pińskiego województwa brzeskolitewskiego Rzeczypospolitej, znalazły na terenie guberni mińskiej Imperium Rosyjskiego. Po ustabilizowaniu się granicy polsko-radzieckiej w 1921 roku wieś wróciła do Polski, została siedzibą gminy Żabczyce, od 1945 roku – była w ZSRR, od 1991 roku – na terenie Republiki Białorusi. W latach 1940–1957 (z przerwą na okres, gdy była zajęta przez Niemców) wieś była siedzibą rejonu żabczyckiego.
W 1788 roku Krasiccy ufundowali w Żabczycach cerkiew unicką pod wezwaniem św. Paraskiewy. Cerkiew, od 1863 roku prawosławna, funkcjonuje do dziś (jako świątynia parafialna), obecnie na terenie wsi Sadowy.

## Dawny dwór
Krasiccy wybudowali tu (prawdopodobnie również na terenie obecnej wsi Sadowy) klasycystyczny, drewniany, parterowy dwór z kolumnowym gankiem, kryty czterospadowym dachem. Dwór był otoczony przez park. W 1944 roku dwór został spalony. W pozostałych zabudowaniach uruchomiono kołchoz, jednak popadały w coraz większą ruinę. Dziś nie ma po nich śladu.
Majątek w Żabczycach jest opisany w 2. tomie Dziejów rezydencji na dawnych kresach Rzeczypospolitej Romana Aftanazego.